# Джунгарско ханство
Джунгарското ханство (на калмикски: Зүн Һарин хана улс; на монголски: Зүүнгарын хаант улс) е ойратско монголско ханство, съществувало от през 17 и 18 век. В разцвета си то се разпростира от Южен Сибир на север до днешен Киргизстан на юг и от Великата китайска стена на изток до днешен Казахстан на запад. Ядрото на държавата днес е част от Северен Синдзян – област наричана още Джунгария.
Към 1620 г. западните монголци, познати като ойрати, се обединяват в областта Джунгария, а през 1678 г. хан Галдан получава титлата 'бошогту' от Далай Лама, с което джунгарите стават водещото племе сред ойратите. Джунгарските владетели използват титлата хунтайджи, което грубо се превежда кат „кронпринц“. Между 1680 и 1688 г. джунгарите покоряват Таримската равнина и побеждават монголците в Халха на изток. През 1696 г. Галдан е победен от династията Цин и губи Външна Монголия. През 1717 г. джунгарите завземат Тибет, но през 1720 г. са изтласкани от Цин. От 1755 до 1758 г. Цин се възползва от гражданската война в Джунгарското ханство за да покори Джунгария и извършва геноцид срещу джунарското население. Унищожаването на джунгарската държавност води до цялостното покоряване на Монголия, Тибет и създаването на Синдзян като политическа административна единица.